# Премин
„Премин“ (на македонска литературна норма: „Премин“) е православно списание от Република Северна Македония, периодична публикация на Струмишката епархия на Македонската православна църква – Охридска архиепископия. Списанието излиза няколко пъти в годината. Главен редактор е монахиня Макрина (Будимка Поповска). В редакцията влизат митрополит Наум Струмишки - основател на списанието, проф. д-р Венко Андоновски, проф. д-р Яне Коджабашия, Горан Величковски, Янко Илковски, Таня Битоляну Плавшич, Оливера Павлович, Калина Търпеска и други. Печата се в печатница „11 октомври“ в Прилеп. Списанието поддържа и интернет портал - Премин Портал.